# Прибытково (Тверская область)
Прибытко́во — деревня в Калининском районе Тверской области. Входит в состав Эммаусского сельского поселения.

## География
Деревня находится на расстоянии 2 км к юго-востоку от города Тверь, административного центра района и области. Рядом расположена производственная зона посёлка Эммаус.

### Часовой пояс
Деревня Прибытково, как и вся Тверская область, находится в часовой зоне МСК (московское время). Смещение применяемого времени относительно UTC составляет +3:00.

## Население
| 2008 | 2010 |
| ---- | ---- |
| 69   | ↘26  |